# Julián Grimau de Urssa
Julián Grimau de Urssa (San Pedro de Gaíllos, 17 de febrero de 1854 - Segovia, 16 de octubre de 1918) fue un médico y político español, alcalde de la localidad de Cantalejo (Segovia).

## Biografía
Era hijo de otro médico, Francisco Grimau y Villafranca, quien llegó a la región procedente de Almoradí (Alicante) como cirujano de 2.ª clase de Navares de las Cuevas, donde fundó la Academia Filantrópico-Quirúrgica de Las Pedrizas el año siguiente. Su madre, Jenara de Urssa, procedía de Hoyales de Roa (Burgos). 
Médico de Cantalejo desde 1883, fue alcalde entre 1899 y 1903. Regentó en la localidad una clínica propia, llamada sanatorio Villa-Enriqueta. Escribió Ligeras nociones de microbiología en su relación con la patología general. Valor de los sueros antitóxicos y Valor de los sueros antitóxicos, ambos publicados en 1903. Ese mismo año fundó en Cantalejo el periódico El Tío Camándulas. Defensor de los Intereses Agrícolas de la Provincia. Fue director de la Revista Médico-Escolar, redactor de El Genio Médico y de varios periódicos científicos, además de corresponsal del Ateneo Antropológico. Fue también vicepresidente de la Asociación de Médicos Titulares de España, constituida en 1903.
Presidió la comisión que dio nombre en 1902 a las 54 calles de la localidad, muchas de las cuales cambiaron de denominación más tarde al calor de los avatares políticos. Fue también el artífice de la primera instalación de alumbrado público de Cantalejo. Miembro del Partido Reformista, fue más tarde concejal y teniente de alcalde de Segovia.
Casado con Enriqueta Mauro Falcés, segoviana, tuvo nueve hijos. El mayor, Enrique Grimau Mauro, fue abogado, policía y dramaturgo, y uno de los hijos de éste, Julián Grimau García, un famoso dirigente del Partido Comunista de España fusilado en 1963.